# Volo Aeroflot 630
Il volo Aeroflot 630 era un volo passeggeri interno sovietico da Dušanbe a Mosca via Leninabad nella RSS Tagika che si schiantò il 24 febbraio 1973, uccidendo tutte le 79 persone a bordo, compresi cinque bambini. L'incidente è stato attribuito a una perdita di controllo.

## L'aereo
L'aereo coinvolto nell'incidente era un Ilyushin Il-18V turboelica con numero di serie 189001803. L'aereo era equipaggiato con motori Ivchenko AI-20K e compì il suo primo volo nel 1959. Al momento dell'incidente l'aereo accumulò 20.404 ore di volo e 9.590 cicli di pressurizzazione.

## L'incidente
Dopo essere salito a un'altitudine di 6.600 m (21.700 piedi) ad un certo punto l'aereo avrebbe dovuto virare di 60 gradi a destra verso Leninabad, ma invece virò di soli 10 gradi a destra e poi per tre minuti seguì una rotta costante a 6 600 m (21 700 piedi) con il pilota automatico attivato. Successivamente venne disconnesso e l'aereo iniziò a virare a destra. Dopo una virata di 60 gradi, l'aereo virò a sinistra, con una velocità angolare di 3-4 gradi al secondo. Avendo raggiunto un angolo di inclinazione di 90°, l'Ilyushin cadde in una ripida spirale verso sinistra con una velocità verticale di 100 metri al secondo aumentando le normali forze g. Ad un'altitudine di circa 2 200 m (7 200 piedi) l'aereo si disintegrò a causa delle elevate forze dinamiche. I detriti colpirono un'area di 1 200 per 550 m (3 940 per 1 800 piedi) prendendo fuoco.

## L'indagine
Non avendo riscontrato guasti meccanici o strutturali nell'aeromobile, gli investigatori non giunsero ad una conclusione definitiva, sebbene abbiano notato che il controllo del traffico aereo non stava seguendo il volo nell'ultima fase dell'avvicinamento. Il Ministero dell'industria aeronautica dell'URSS scoprì che l'incidente era stato causato da un errore di navigazione e i piloti tentarono una brusca virata a sinistra seguita da una discesa, portando alla perdita di controllo.